# CFEX-FM
CFEX-FM (X 92.9 FM – Calgary’s New Rock Alternative) ist ein privater Hörfunksender aus Calgary, Alberta, Kanada. Der Sender wird von Harvard Broadcasting betrieben. Gesendet wird das Modern Rock Format auf der UKW-Frequenz 92,9 mit einer Sendeleistung von 100 kW. Die Sendestudios befinden sich an der Kreuzung 17th Avenue und 2nd Street im Bezirk Beltline. Diese Straße ist auch unter dem Namen „the Red Mile“ bekannt. Die Studios befinden sich im Erdgeschoss, so dass interessierte Passanten und Fans den DJs und ausgewählten Gästen zusehen können.

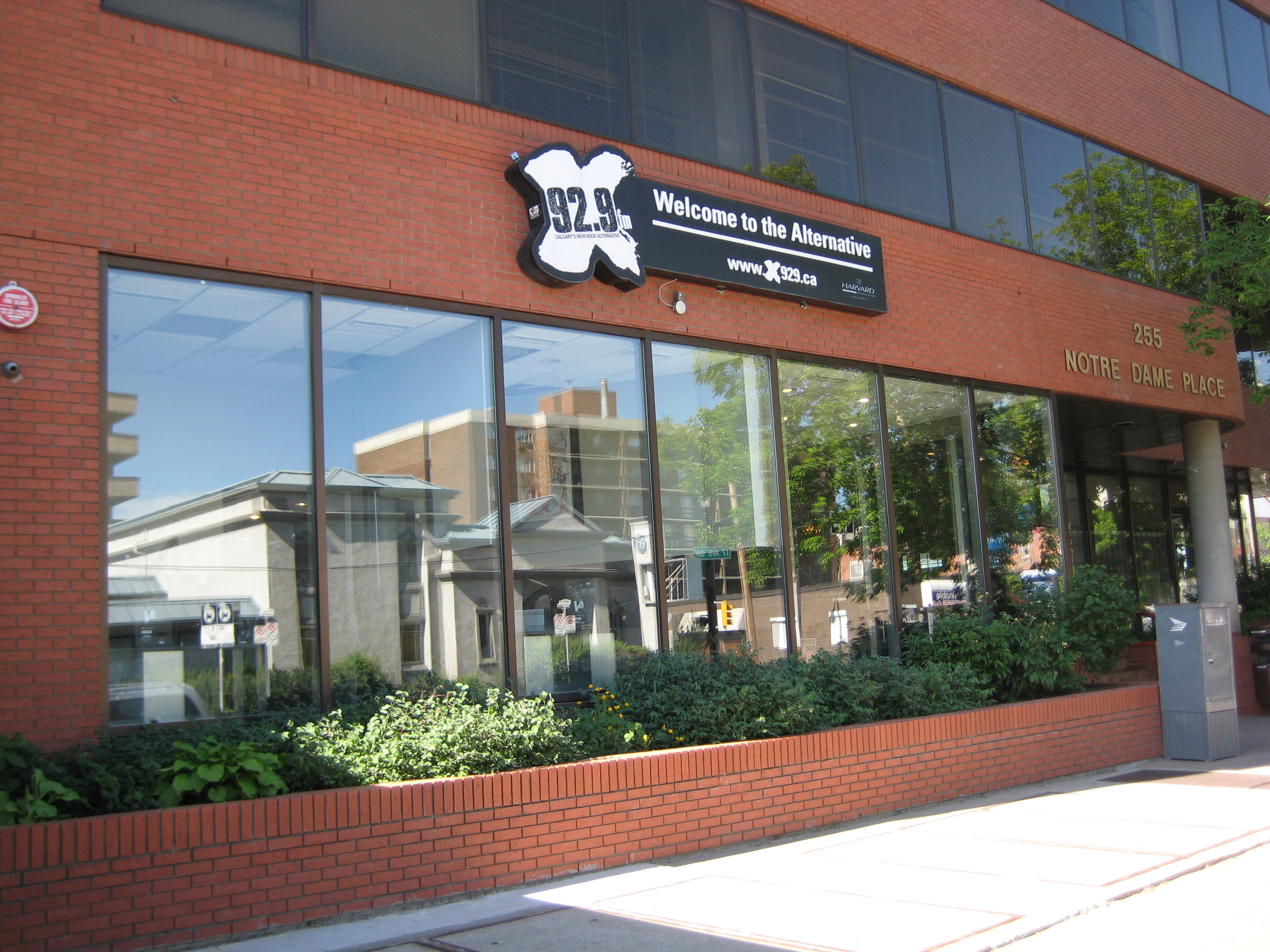
X92.9 Studios in Calgary

## Geschichte
Im Jahr 2006 genehmigte die Canadian Radio-television and Telecommunications Commission (CRTC) dem Rundfunkbetreiber, Harvard Broadcasting, auf der UKW-Frequenz 92,9 einen Radiosender zu betreiben. Der Sendestart war am ersten Dezember 2007 um Mitternacht, mit einem Studio-Livekonzert der kanadischen Indie-Rock-Band Hot Hot Heat. Der Sender wählte den Claim: „Calgary’s New Rock Alternative“.